# Стаксел
Стаксел (от на нидерландски: stagzeil или на немски: Stagsegel, от Stag „щаг“ и Segel „ветрило“) е корабно ветрило, чийто преден ръб обикновено е прикрепен към щаг, опънат напред (и в повечето случаи, но невинаги, надолу) от една от мачтите до палубата, бушприта или до друга мачта. Повечето стаксели са триъгълни, но някои са четириъгълни.
Всеки триъгълен стаксел, опънат напред от предната мачта, се нарича кливер. Донякъде объркващо, най-вътрешният кливер на катер, шхуна и други ветроходи с повече от един кливер се нарича просто стаксел, а най-външният – просто кливер. При големи съдове стакселите, които не са кливери, се назовават в зависимост от мачтата и частта от мачтата, на която са издигнати.
Стаксел се нарича и основното предно триъгълно ветрило, което се опъва пред мачтата при съвременните ветроходни съдове с коси ветрила (каквито са почти всички ветроходни яхти). В холандската терминология това ветрило се нарича фок. Той се закрепя за форщагa и се завързва за носа или бушприта и се издига на предната страна на мачтата до върха или до около 85% от дължината ѝ (7/8). Традиционно фокът е имал по-малка площ от грота, но при съвременните яхти т.нар. генуезки стаксел може да има значително по-голяма площ.
На съвременните ветроходи площта на стаксела при засилване на вятъра може да бъде намалена по два начина. Класическият подход е да се постави по-малко ветрило. Сега много често се използва стаксел, чиято площ се променя чрез навиване върху форщага.

## Названия според мястото на кораба
|  | 1. апсель 2. крюйс-стен-стаксел 3. крюйс-брам-стен-стаксел 4. крюйс-бом-брам-стен-стаксел 5. крюйс-трюм-стен-стаксел 6. грота-стаксел 7. грот-стен-стаксел 8. грот-брам-стен-стаксел 9. грот-бом-брам-стень-стаксел 10. грот-трюм-стен-стаксел 11. фока-стаксел 12. фор-стен-стаксел 13. кливер 14. бом-кливер 15. летящ кливер |

### При съвременните яхти
При съвременните ветроходни яхти с бермудско въоръжение „стаксел“ се нарича основното от предните коси ветрила, поставящо се на гротщага.
В случай на поставяне на няколко предни коси ветрила (в съвременната яхтена традиция) първото от мачтата се именува „стаксел“, следващите към носа от него – „кливери“ (на английски: Jib).
При курс фордевинд едновременно могат да се поставят 2 стаксела-„близнаци“ на различните бордове. Такова поставяне на стакселите се явява алтернатива на спинакера или генакера.

## Такелаж, относящ се към стаксела
Стаксел-щаг е силно опънато въже, част от стоящия такелаж, чрез което се вдига стаксела. Стаксел-нирал е въже за спускането на стаксела. Стаксел-фал  е въже за вдигане на стаксела.

## Произход на термина
Терминът „стаксел“ произлиза от на немски: Stagsegel, в буквален превод означаващ „щагово платно (ветрило)“. При работа с голямо косо ветрило, поставено на мачтата, работи в режим на предкрилка, увеличавайки подемната сила на основното ветрило за сметка на ускоряването на потока въздух на външната повърхност.

## Подвидове според големината
В зависимост от големината на долната шкаторина и положението на шкотовия ъгъл стакселите могат да се разделят на подвидове, започвайки от ричера и завършвайки с летучката. „Генуезки“, или „генуа“ (на английски: Genoa jib), като правило, се нарича стакселът, задният ръб на който отива зад диаметралата на мачтата. Освен това, стакселите, в зависимост от площта им, се подразделят по номера. Най-малкият стаксел е щормовият (на яхтен жаргон – „носна кърпичка“). И по номера от генуезския – най-големият, започват № 1, 2, 3 и нататък до щормовия – най-малкият.
Приета е също и система за обозначаване на стакселите в проценти. Предният триъгълник (триъгълникът между диаметралата на мачтата и щага) се приема за 100%. Тогава се казва, например, „140-процентна генуа“, или „работен стаксел 85%“. Според тази система генуата се определя като стаксел над 100%.

### Дрифтер
Дрифтер се нарича голям стаксел за лавиране при слаб (до 2 бала) вятър.